# Banque Palmas
La Banque Palmas est une institution de microfinance solidaire, créée en 1998 par les habitants du quartier Conjunto Palmeiras, à vingt kilomètres de Fortaleza, au nord du Brésil. Elle allie différents services financiers, dont le microcrédit, à une monnaie sociale circulante locale, le « Palmas ».

## Description
La Banque Palmas accorde des microcrédits à la production et à la consommation.
Les prêts à la production sont délivrés en réal brésilien, la monnaie nationale. Ils servent à créer une activité ou à la développer. La banque privilégie le soutien aux projets qui répondent à une demande dans le quartier grâce à la réalisation régulière d'une cartographie de la consommation et de la production locale qui permet d'identifier les besoins et les débouchés.
Les crédits à la consommation sont délivrés en « Palmas », la monnaie locale émise et gérée par la banque communautaire (un palmas = un réal). À la fin 2012, environ 50 000 Palmas circulent dans le quartier (Source : Banque Palmas). Ils sont échangeables en réal par les producteurs pour se fournir en matières premières en dehors du quartier, mais pas par les consommateurs qui, lorsqu'ils consomment, en Palmas, dans les commerces du quartier, reçoivent un décompte de 2 à 15 % sur le prix « normal » du produit acheté.
Grâce à la monnaie sociale, s'opère une relocalisation solidaire de l'économie locale et une dynamisation du territoire au service de la communauté. Chaque habitant est ainsi appelé à devenir un "prosommacteur" (producteur, consommateur et acteur du changement).
La Banque Palmas n’est pas seulement une institution financière. Elle est au cœur de la vie du Conjunto Palmeiras, et d’un réseau d’économie solidaire local. Au siège de la Banque Palmas, les habitants font la queue tous les jours pour demander un crédit, toucher leur pension, régler leurs factures d'eau, d'électricité, ou ouvrir un compte à l’un des trois guichets de plastique jaune et bleu installés dans le hall d’entrée.
Les locaux de la banque communautaire hébergent aussi plusieurs entreprises d’économie solidaire. La banque est également le siège d’un réseau de formation professionnalisante pour permettre aux jeunes et aux femmes du quartier en situation de risque social de trouver un emploi.
La Banque Palmas est une institution hybride entre Économie solidaire et capitalisme classique. Structure gérée par l’Association des habitants du Conjunto Palmeiras sous le contrôle social de la population, elle a noué depuis 2005 un partenariat avec la Banque populaire du Brésil (BPB). Cette banque nationale créée par le gouvernement Lula lui accordait jusqu'en 2010 un portefeuille de crédit d’1,5 million de reais. Elle dispose aujourd'hui d'une enveloppe prêtée par la Banque Nationale de Développement Economique et Social de près de 3 millions de reais.
En 2003, la Banque Palmas a créé avec le Secrétariat national à l’économie solidaire brésilien (SENAES) l’Institut Palmas, qui a pour mission d’exporter le modèle inventé par les habitants du Conjunto Palmeiras. 70 banques communautaires existent à présent au Brésil.
Un programme gouvernemental vient aujourd'hui appuyer leur expansion, reconnaissant ainsi la valeur transformatrice de la méthodologie sociale développée par les habitants des Palmeiras. L'objectif est d'atteindre 200 banques dès 2013.
Viva favela! Quand les démunis prennent leur destin en main publié en octobre 2009 chez Michel Lafon retrace l'épopée des habitants et de Joaquim Melo, en particulier, coordinateur emblématique de la Banque et de l'Institut Palmas. Le livre coécrit par Joaquim Melo, Elodie Bécu et Carlos de Freitas a donné naissance à une antenne européenne de l'Institut Palmas chargée de diffuser la méthodologie développée depuis 1998 et de renforcer l'adoption de monnaies sociales et complémentaires en Europe.
En février 2011, l'Institut Palmas Europe